# گورنگا ترنیتسا
گورنگا ترنیتسا (به صربی: Gornja Trnica) یک منطقهٔ مسکونی در صربستان است که در ترگوویشته واقع شده‌است. گورنگا ترنیتسا ۸۶ نفر جمعیت دارد.